# Työläistrilogia
Työläistrilogia (Fins voor Arbeiderstrilogie) is een van de twee trilogieën die de Finse regisseur Aki Kaurismäki heeft gemaakt. Na de Työläistrilogia volgde de Suomi-trilogia (Fins voor Finland-trilogie).

## Inhoud
De Työläistrilogia bestaat uit de films Varjoja paratiisissa (1986), Ariel (1988) en Tulitikkutehtaan tyttö (1990). 
Varjoja paratiisissa zet de toon voor de trilogie. De hoofdpersonen – een arbeiderskoppel – spelen een marginale rol in de maatschappij. Als arbeiders zijn zij makkelijk uitwisselbaar voor willekeurige anderen. De Työläistrilogia kenmerkt zich door armoedige arbeiders in de hoofdrol die de zware economische tijd aan den lijve ondervinden. De arbeiders en hun werkomgeving worden nauwlettend gevolgd en hun handelingen worden duidelijk in beeld gebracht.

## Stijl
De stijl van Aki Kaurismäki kan omschreven worden als realistisch, melancholisch en romantisch. In Työläistrilogia zet Kaurismäki een realistisch beeld neer van de sociale problemen in de Finse samenleving van de jaren 80 en 90. Er komen morele vraagstukken en veel tegenstrijdigheden voor in zijn films. In de film Ariel zijn dat bijvoorbeeld de verschillen tussen Noord- en Zuid-Finland, tussen platteland-stad, gevangenschap-vrijheid en rijkdom-armoede.
De hoofdpersonen worden gedetailleerd in beeld gebracht door hun handelingen nauwkeurig te filmen. Deze beelden en tangomuziek spreken meer dan de hoofdpersoon zelf. Behalve de filmtechniek en de thema's zorgt Finstalige klassieke  tangomuziek van onder andere Olavi Virta en Rauli Badding Somerjoki voor de melancholische sfeer in Kaurismäki's film zoals in deze scène van de film Tulitikkutehtaan tyttö (Fins voor 'Het meisje van de luciferfabriek').

## Historische context
Kaurismäki wilde de menselijke sociale verhoudingen laten zien in de realiteit van de jaren 80 en 90 in Finland. Eind jaren 80 begon de economische crisis die een decennium zou duren. Een van de oorzaken hiervan was de 'casino-economie' (Fins: Kasinotalous). Deze hield in dat er hoge leningen werden verstrekt in buitenlandse valuta, waarvan luxueuze dingen gekocht werden. Vergunningen voor buitenlandse leningen waren toen nog niet nodig  bij de Finse bank, maar toen de economie oververhit raakte, werden deze leningen aan banden gelegd. Vanaf 1986 keerde het tij en begon de economische crisis. 
In de jaren 90 waren er meer dan 34 duizend werklozen in Finland. Volgens  de woordvoerder van het Leger des Heils Kaj Silander was de economische verandering zo snel gekomen, dat niemand er op tijd op had kunnen reageren. Vanwege faillissementen pleegden velen zelfmoord, omdat ze hun eigenwaarde waren verloren.
De hoofdrolspelers van de Työläistrilogia leven een marginaal bestaan en zijn buitenstaanders van de samenleving en van de officiële economie. 
Hoewel de thema's overeenkomen, horen de films I hired a contract killer (1990) en Kauas pilvet karkaavat (1996) niet bij de Työläistrilogie.

## Overlap
Kauas pilvet karkaavat had het laatste deel moeten zijn van de Työläistrilogia, waarin Ilona (Kati Outinen) en Nikanderi (Matti Pellonpää) het getrouwde stel zijn, maar Pellonpää overleed in 1995. Het was de bedoeling dat de films op elkaar aansloten, maar gezien het plotselinge overlijden van Pellonpää, nam Lauri (Kari Väänänen) de rol van Ilona's echtgenoot over. Kauas pilvet karkaavat is nu het eerste deel van de Suomi-trilogia geworden.
Kaurismäki vindt de namen van de trilogieën nu moeilijk van elkaar te scheiden en zegt in een Engelstalig interview in Helsingin Sanomat:  "One is a working-class trilogy, and the other is a loser trilogy, but I don't know which is which", attempts Aki Kaurismäki with a deadpan expression, but he then resolves the problem-of-naming in favour of the garbage man, the miner, and the match factory worker."

## Prijzen
Varjoja paratiisissa
1987 'Jussi' Award voor de beste film
Ariel
1989 FIPRESCI (International Federation of Film Critics) Critics Prize
1989 Moscow international film festival Bronze st. George prize voor beste acteur (Turo Pajala)
1989 Moscow international film festival FIPRESCI Prize voor Aki Kaurismäki.
Tulitikkotehtaan tyttö
1990 Humanismin käsi, the honorary humanism award of Viitasaari film week
1991 Jussi Award for best direction
1990 Berlin international film festival Interfilm award in de categorie Forum of New Cinema voor Aki Kaurismäki
1990 Berlin international film festival OCIC Award - Honorable Mention in de categorie Forum of New Cinema voor Aki Kaurismäki
1991 vier Jussi awards gewonnen in de categorieën beste actrice (Kati Outinen), beste directie (Aki Kaurismäki), beste bijrol actrice (Elina Salo), beste bijrol acteur (Esko Nikkari)